# Linda Thompson (Schauspielerin)

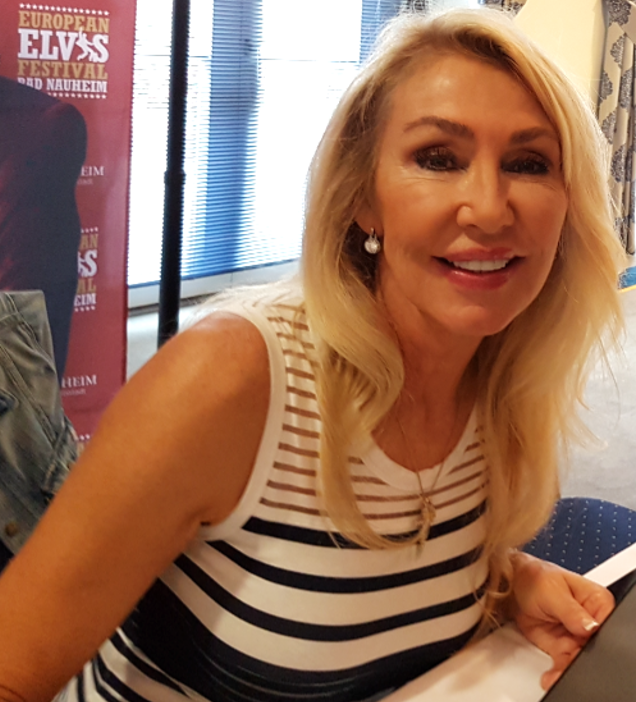
Linda Thompson beim European Elvis Festival in Bad Nauheim, 2019

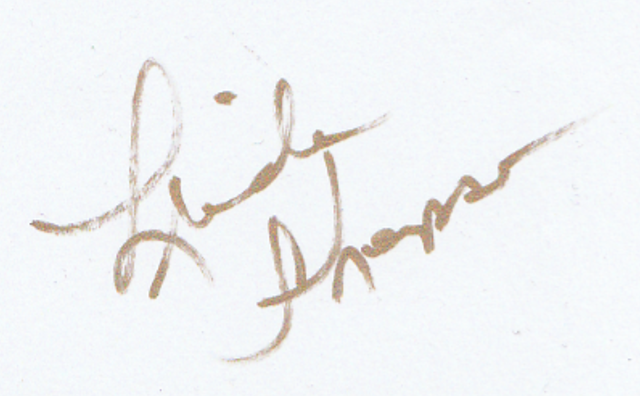
Autogramm von Linda Thompson

Linda Diane Thompson (* 23. Mai 1950 in Memphis, Tennessee) ist eine US-amerikanische Liedtexterin und Schauspielerin. Bekannt ist sie auch als erste langjährige Freundin von Elvis Presley nach dessen Trennung von seiner Ehefrau Priscilla Presley.

## Leben
Die 1,75 Meter große Linda Thompson wuchs in ihrem Geburtsort Memphis, Tennessee, in ärmlichen Verhältnissen auf, wo sie die Kingsbury High School besuchte. Anschließend studierte sie Englisch und Theaterwissenschaft an der Memphis State University.
Nachdem sie 1972 einen Schönheitswettbewerb gewonnen hatte, begann sie ihre Laufbahn als Filmschauspielerin und war unter anderem in Fernsehserien wie Starsky & Hutch, Vegas, Ein Colt für alle Fälle, Trio mit vier Fäusten und Beverly Hills, 90210 zu sehen. Ab Ende der 1980er Jahre verlagerte sich der Schwerpunkt ihrer Tätigkeit zur Liedtexterin und sie schrieb eine Reihe von Filmliedern, darunter I Have Nothing, das in dem Film Bodyguard von Whitney Houston gesungen und 1993 für den Oscar nominiert wurde.

## Privates
Nach dem Gewinn des Schönheitswettbewerbs Miss Tennessee-Universe 1972 lernte sie am 6. Juli desselben Jahres Elvis Presley kennen und hatte mit ihm eine fast viereinhalbjährige Beziehung, bevor es Ende 1976 wegen seiner zahlreichen Affären und insbesondere der neuen Beziehung zu Ginger Alden zur Trennung kam.
1981 heiratete Thompson den Zehnkämpfer Bruce Jenner, der bei Olympia 1976 die Goldmedaille gewonnen hatte. Mit ihm hat sie zwei gemeinsame Söhne, Brody und Brandon Jenner. Von ihm trennte sie sich 1985, nachdem er ihr eröffnet hatte, sich einer Geschlechtsangleichung zur Frau unterziehen zu wollen. Nach der Trennung von Jenner lernte sie den Komponisten David Foster kennen, mit dem sie eine fruchtbare Zusammenarbeit als Liedtexterin begann. Mit ihm war sie von 1991 bis 2005 verheiratet.
2016 veröffentlichte sie ihre Autobiografie mit dem Titel A Little Thing Called Life.
Linda Thompson lebt in ihrer Wahlheimat Malibu, Kalifornien.